# Gottlieb Heise

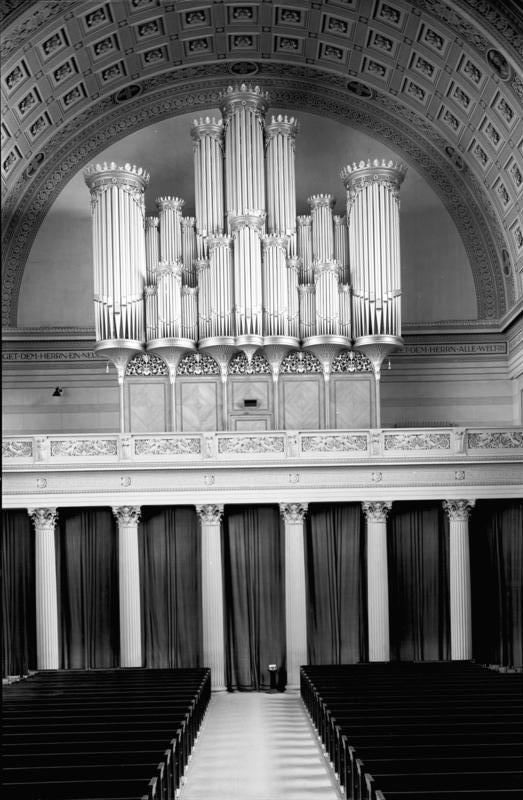
Heiseorgel von 1837 mit Erweiterungen von Sauer von 1908 in der Potsdamer Kirche St. Nikolai. Im Zweiten Weltkrieg zerstört.

Gottlieb Heise (* 23. März 1785 in Querfurt, Kurfürstentum Sachsen; † 20. Juni 1847 in Potsdam, Königreich Preußen) war ein deutscher Orgelbauer. Aus seiner Potsdamer Werkstatt ging 1894 die renommierte Alexander Schuke Potsdam Orgelbau GmbH hervor.

## Leben
Gottlieb Heise wurde bei Georg Christian Knecht in Tübingen ausgebildet. 1820 ging er nach Potsdam und eröffnete in der Charlottenstraße 50 eine Orgelwerkstatt. Heise war bei der Preußischen Regierung geschätzt und wurde von ihr gefördert. Nach seinem Tod 1847 übernahm Carl Ludwig Gesell, der zuvor acht Jahre lang erster Gehilfe Heises gewesen war, die Firma.
Weitere Schüler waren Carl Schultze, Friedrich Hermann Lütkemüller, Friedrich Kienscherf und wahrscheinlich auch Georg Mickley.

## Werke (Auswahl)
Von Gottlieb Heise sind heute 30 Orgelneubauten bekannt, vor allem in der Mittelmark, sowie Umbauten und Reparaturen. Einige kleinere Instrumente sind erhalten.
Orgelneubauten
| Jahr | Ort                               | Gebäude                      | Bild | Manuale | Register | Bemerkungen                                                                      |
| ---- | --------------------------------- | ---------------------------- | ---- | ------- | -------- | -------------------------------------------------------------------------------- |
| 1828 | Kloster Lehnin                    | Klosterkirche St. Marien     |      | I/P     | 11       | erster bekannter Orgelneubau, um 1975 ersetzt                                    |
| 1834 | Tarmow                            | Dorfkirche                   |      | I/P     | 8        | erhalten                                                                         |
| 1835 | Annenwalde                        | Dorfkirche                   |      | I/P     | 8        | restauriert                                                                      |
| 1836 | Rüdersdorf                        | Kirche                       |      | II/P    | 12       | erhalten?                                                                        |
| 1836 | Herzberg                          | Kirche                       |      |         |          |                                                                                  |
| 1837 | Potsdam                           | St. Nikolai                  |      |         |          | 1908 erweitert von Sauer auf II/P, 26, 1945 zerstört                             |
| 1838 | Biesenbrow                        | Dorfkirche                   |      | I/P     | 7        |                                                                                  |
| 1840 | Neuruppin                         | Klosterkirche St. Trinitatis |      | II/P    | 22       | nicht erhalten                                                                   |
| 1840 | Schönerlinde                      | Dorfkirche                   |      | I/P     | 12       | 1931 ersetzt                                                                     |
| 1841 | Freyenstein                       | St. Marien                   |      | I/P     | 13       | erhalten                                                                         |
| 1841 | Perwenitz                         | Dorfkirche                   |      | I/P     | 8        | erhalten                                                                         |
| 1841 | Michelsdorf                       | Dorfkirche                   |      | I/P     | 6        | erhalten                                                                         |
| 1842 | Lütte bei Belzig                  | Kirche                       |      | I/P     | 8        | erhalten                                                                         |
| 1844 | Sacrow bei Potsdam                | Heilandskirche               |      |         |          |                                                                                  |
| 1844 | Friesack                          | Kirche                       |      | II/P    | 17       | 1945 zerstört                                                                    |
| 1845 | Zerpenschleuse                    | Dorfkirche                   |      | I/P     | 9        | erhalten                                                                         |
| 1846 | Mariendorf bei Berlin             | Dorfkirche                   |      |         |          |                                                                                  |
| 1846 | Nieder Neuendorf                  | Dorfkirche                   |      | I/P     | 5        | erhalten                                                                         |
| 1846 | Trechwitz                         | Dorfkirche                   |      | I       | 5        | erhalten                                                                         |
| 1846 | Frankfurt (Oder)                  | Museum Viadrina              |      | I/P     | 8        | [ 14 ]                                                                           |
| 1847 | Potsdam                           | Friedenskirche               |      | II/P    | 18       | letzter bekannter Orgelneubau, mehrmals erweitert und umgebaut, Gehäuse erhalten |
| ?    | Woxfelde, Neumark, heute Głuchowo | Kirche                       |      | II/P    | 17       | wahrscheinlich nicht erhalten                                                    |

Weitere Arbeiten
| Jahr | Ort       | Gebäude    | Bild | Manuale | Register | Bemerkungen                       |
| ---- | --------- | ---------- | ---- | ------- | -------- | --------------------------------- |
|      | Havelberg | Dom        |      | II/P    | 30       | Umbau der Scholtze-Orgel von 1777 |
|      | Kyritz    | St. Marien |      |         |          | Reubke-Orgel                      |
|      | Saarmund  | Kirche     |      |         |          |                                   |